# Chocolate Starfish and the Hot Dog Flavored Water
Albums de Limp Bizkit
Significant Other
(1999) Results May Vary
(2003)
Singles
1. Take a Look Around
Sortie : 18 juillet 2000
2. My Generation
Sortie : 10 octobre 2000
3. Rollin'
Sortie : 10 octobre 2000
4. My Way
Sortie : 6 janvier 2001
5. Boiler
Sortie : 20 novembre 2001

Chocolate Starfish and the Hot Dog Flavored Water est le troisième album studio de Limp Bizkit, sorti le 17 octobre 2000.
Cet album a permis au groupe de se faire connaître à travers le monde, en particulier grâce au single Take a Look Around, qui apparaît dans la bande originale du film Mission : Impossible 2.
L'album s'est classé 1er au Billboard 200 et a été certifié 6 x disque de platine par la Recording Industry Association of America (RIAA) le 23 avril 2002. Il est également certifié disque d'or en France.

## Liste des titres
| No  | Titre                                                                 | Contient un (des) sample(s) de             | Durée |
| --- | --------------------------------------------------------------------- | ------------------------------------------ | ----- |
| 1.  | Intro                                                                 | Buzzkill de Hed PE                         | 1:18  |
| 2.  | Hot Dog                                                               | Closer de Nine Inch Nails                  | 3:50  |
| 3.  | My Generation                                                         |                                            | 3:41  |
| 4.  | Full Nelson                                                           | Runnin' des Pharcyde                       | 4:07  |
| 5.  | My Way                                                                | My Melody d'Eric B. & Rakim                | 4:33  |
| 6.  | Rollin' (Air Raid Vehicle)                                            |                                            | 3:34  |
| 7.  | Livin'It Up                                                           | Life in the Fast Lane des Eagles           | 4:24  |
| 8.  | The One                                                               |                                            | 3:42  |
| 9.  | Getcha Groove On (featuring Xzibit)                                   |                                            | 4:29  |
| 10. | Take a Look Around                                                    | Mission: Impossible Theme de Lalo Schifrin | 5:18  |
| 11. | It'll Be OK                                                           |                                            | 5:06  |
| 12. | Boiler                                                                |                                            | 5:47  |
| 13. | Hold On (featuring Scott Weiland)                                     |                                            | 5:47  |
| 14. | Rollin' (Urban Assault Vehicle) (featuring DMX, Method Man et Redman) |                                            | 6:23  |
| 15. | Outro                                                                 | Buzzkill de Hed PE                         | 2:01  |

| 16. | Snake in Your Face | 4:08 |
| 17. | Back o'da Bus      | 1:18 |

| 16. | It's Like That Y'All (featuring Run–D.M.C.) | 4:31 |

| 16. | Crushed     | 3:24 |
| 17. | Faith       | 2:26 |
| 18. | Counterfeit | 5:06 |

## Personnel
- Fred Durst : chant
- Wes Borland : guitare
- Sam Rivers : basse
- DJ Lethal : scratches
- John Otto : batterie

## Anecdotes
- L'expression "Chocolate Starfish" est une métaphore de l'anus[8].